# العلاقات الأرجنتينية البولندية
العلاقات الأرجنتينية البولندية هي العلاقات الثنائية التي تجمع بين الأرجنتين وبولندا.

## مقارنة بين البلدين
هذه مقارنة عامة ومرجعية للدولتين:
| وجه المقارنة                                              | الأرجنتين                                               | بولندا                                                                             |
| --------------------------------------------------------- | ------------------------------------------------------- | ---------------------------------------------------------------------------------- |
| المساحة (كم2)                                             | 2.78 مليون                                              | 312.68 ألف                                                                         |
| عدد السكان (نسمة)                                         | 44.27 مليون                                             | 38.43 مليون                                                                        |
| الكثافة السكانية (ن./كم²)                                 | 15.92                                                   | 122.91                                                                             |
| العاصمة                                                   | بوينس آيرس                                              | وارسو                                                                              |
| اللغة الرسمية                                             | اللغة الإسبانية                                         | اللغة البولندية                                                                    |
| العملة                                                    | البيزو الأرجنتيني 1983 ‏، بيزو أرجنتيني، أسترال أرجنتيني | زلوتي بولندي                                                                       |
| الناتج المحلي الإجمالي (بليون دولار)                      | 637.59 مليار                                            | 524.51 مليار                                                                       |
| الناتج المحلي الإجمالي (تعادل القوة الشرائية) بليون دولار | 883.02 مليار                                            | 1.02 تريليون                                                                       |
| الناتج المحلي الإجمالي الاسمي للفرد دولار أمريكي          | 13.43 ألف                                               | 12.55 ألف                                                                          |
| الناتج المحلي الإجمالي للفرد دولار أمريكي                 |                                                         | 26.14 ألف                                                                          |
| مؤشر التنمية البشرية                                      | 0.827                                                   | 0.843                                                                              |
| رمز المكالمات الدولي                                      | +54                                                     | +48                                                                                |
| رمز الإنترنت                                              | .ar                                                     | .pl                                                                                |
| المنطقة الزمنية                                           | 00                                                      | توقيت وسط أوروبا، ت ع م+01:00، ت ع م+02:00، أوروبا/وارسو ‏، توقيت وسط أوروبا الصيفي |

## مدن متوأمة
في ما يلي قائمة باتفاقيات التوأمة بين مدن أرجنتينية وبولندية:
- ترتبط بوينس آيرس مع وارسو باتفاقية توأمة منذ 19 مايو 1994.

## منظمات دولية مشتركة
يشترك البلدان في عضوية مجموعة من المنظمات الدولية، منها:
| علم المنظمة | اسم المنظمة                        | تاريخ انضمام الأرجنتين | تاريخ انضمام بولندا |
| ----------- | ---------------------------------- | ---------------------- | ------------------- |
|             | المنظمة الهيدروغرافية الدولية      | ?                      | ?                   |
|             | منظمة الشرطة الجنائية الدولية      | ?                      | ?                   |
|             | الاتحاد البريدي العالمي            | ?                      | 1 مايو 1919         |
|             | منظمة التجارة العالمية             | ?                      | 1 يوليو 1995        |
|             | الفريق المعني برصد الأرض           | ?                      | ?                   |
|             | مجموعة الموردين النوويين           | ?                      | ?                   |
|             | مؤسسة التنمية الدولية              | 3 أغسطس 1962           | 28 أكتوبر 1960      |
|             | مؤسسة التمويل الدولية              | 13 أكتوبر 1959         | 29 ديسمبر 1987      |
|             | منظمة حظر الأسلحة الكيميائية       | ?                      | ?                   |
|             | الأمم المتحدة                      | 24 أكتوبر 1945         | 24 أكتوبر 1945      |
|             | الاتحاد الدولي للاتصالات           | 1889                   | 1921                |
|             | البنك الدولي للإنشاء والتعمير      | 20 سبتمبر 1956         | 27 يونيو 1986       |
|             | مجموعة أستراليا                    | 1993                   | 1994                |
|             | وكالة ضمان الاستثمار متعدد الأطراف | 11 فبراير 1992         | 29 يونيو 1990       |
|             | نظام تحكم تكنولوجيا القذائف        | 1993                   | 1998                |
|             | يونسكو                             | 15 سبتمبر 1948         | 6 نوفمبر 1946       |

## أعلام
هذه قائمة لبعض الشخصيات التي تربطها علاقات بالبلدين:
- ألكسندر شيمانوفسكي (لاعب كرة قدم أرجنتيني، 13 أكتوبر 1988[21] – )
- اينزو كالينسكي (لاعب كرة قدم أرجنتيني، 10 مارس 1987[22] – )
- باولو ديبالا (لاعب كرة قدم أرجنتيني، 15 نوفمبر 1993[23] – )
- خافيير كليموفيتش (لاعب كرة قدم أرجنتيني، 10 مارس 1977[24] – )
- خوان بابلو برزيسكي (لاعب كرة مضرب أرجنتيني، 12 أبريل 1982 – )
- خوان فويث (لاعب كرة قدم أرجنتيني، 12 يناير 1998[25] – )
- دييغو كليموفيتش (لاعب كرة قدم أرجنتيني، 6 يوليو 1974[26] – )
- روبن وولكوويسكي (لاعب كرة سلة أرجنتيني، 30 سبتمبر 1973 – )
- فرانسيسكو فيدريسزيوسكي (لاعب كرة قدم أرجنتيني، 13 أبريل 1993[27] – )
- فرانكو مازوريك (لاعب كرة قدم أرجنتيني، 24 سبتمبر 1993[28] – )
- فلاديسالو كاب (لاعب كرة قدم أرجنتيني، 5 يوليو 1934 – 14 سبتمبر 1982)
- كارلوس كليتنيكي (لاعب كرة قدم أرجنتيني، 13 أبريل 1983 – )
- ماورو كونتورو (لاعب كرة قدم أرجنتيني، 1 سبتمبر 1976[29] – )
- هرنان كرسبو (لاعب كرة قدم أرجنتيني، 5 يوليو 1975[30] – )

## وصلات خارجية
- موقع وزارة الخارجية الأرجنتينية
- موقع وزارة الخارجية البولندية